# Coupe du Congo-Kinshasa de football 1969
Navigation
Championnat national 1968 Championnat National 1970
La saison 1969 du Championnat du Congo kinshasa de football est la neuvième édition de la première division au Congo Kinshasa. La compétition rassemble les meilleures équipes du pays.
Cette saison est jouée en match aller-retour.
Cette saison est la sixième après l'indépendance.

## Compétition

### Finale[1]

#### Aller
| 1969 | CS Imana | 1-1 | TP Englebert | Stade du 20 mai, Kinshasa |  |
|      |          |     |              |                           |  |

#### Retour
| 1969 | TP Englebert | - | CS Imana | Stade Albert, Lubumbashi |  |
|      |              |   |          |                          |  |

À la suite d'un conseil exécutif, le TP Englebert est désigné champion..